# Cudzsi Nozomi
Cudzsi Nozomi (辻希美; Tokió, 1987. június 17. –) férjezett nevén Szugiura Nozomi (杉浦希美), japán énekesnő, a Morning Musume negyedik generációjának tagja.

## Élete

### 2000–2001
2000-ben csatlakozott a Morning Musume-hez a csapat negyedik generációjának tagjaként. Bár Cunku eredetileg csak 3 tagú generációt akart és először Nozomi ebbe a hármasba nem került be, de amikor bejelentették, kik a negyedik generáció tagjai, már ő is köztük szerepelt. Nozomi, és Kago Ai már a meghallgatásokon összebarátkoztak, és miután bekerültek a csapatba, kiderült, hogy személyiségük és nagyjából külsejük is egyforma, így gyakran emlegették őket „ikrek” néven. Kettőjük rajongótábora a csapatban hamar nagyra nőtt, bár sok rajongó nem tudta egyiküket a másikuk nélkül elképzelni. 2001-ben Cunku kettőjükből és Yaguchi Mari-ból megalkotta a „Minimoni” elnevezésű alcsoportot, amihez később csatlakozott a Covonuts Musume tagja, Mika Todd is. Ebben az évben külön-külön szerepeltek kevert csapatokban Kago Ai-val, ő a 10nin Matsuri-ban kapott helyett.

### 2002–2003
2002-ben szerepet kapott a MoMusu drámájában, az „Angel Hearts”-ban, és ebben az évben közös photobook-ot is kapott Kago Ai-val. Tagja lett az Odoru 11 unitnak is. 2003-ban Kago Ai-val világrekordot döntöttek, hiszen a legnagyobb hullahopp karikával (12.5 m) 30 másodpercig tudtak mozogni. Mivel azonban ezt még 2003-ban megdöntötte egy USA-béli fiatalember. Ebben az évben megjelent első szóló photobook-ja, és tagja lett a Morning Musume Otome Gumi-nak és később a 11WATER-nek. 2003-ban lett tagja a Gatas Brilhantes H!P teremfoci válogatottnak is.

### 2004–2006
2004-ben Kago Ai-val elhagyták a Morning Musume-t, hogy önálló duójukra, a W (double you)-ra koncentrálhassanak. Ekkor már W-ként szerepeltek már a H!P All Stars tevékenységeiben. 2006-ban a W egy időre gyakorlatilag megszűnt, mikor Kago Ai-t fiatalkorúként dohányzáson kapták. Ez időben a két lány nem találkozhatott és nem is kommunikálhatott egymással. Ez évben jelent meg második szóló photobook-ja, a „Non no 19”.

### 2007
2007-ben bár Kago Ai egy ideig visszatért a H!P-be háttérdolgozóként, újra botrányba keveredett, és megszüntették a szerződését, ami a W megszűnéséhez vezetett. Áprilisban bejelentették, hogy Nozomi két másik lánnyal új unit-ot kap, és szólókarrierje is elindult. Első kislemeze a Morning Musume „Koko ni iruzee” feldolgozása volt. Májusban egy Japán lap lehozta, hogy Szugiura Taijou eljegyezte, és kilenc hetes terhes. Házasságuk időpontját Nozomi 20. születésnapjára tűzték ki, és Nozomi azt nyilatkozta, a szülés után, amint lenyugodtak a kedélyek, visszatér a nyilvánosság elé. Első gyermekük, egy kislány, Noa november 27-én született meg.

### 2008–2009
2008 nyarán jelent meg újra a nyilvánosság előtt, mikor Nakazava Júko születésnapi eventjén szülinapi tortát adott át. Ezután baba és kisgyermek ruhákat kezdett tervezni „Baby&Ribbon” és „BOYS&Ribbon” márkanévvel. 2009 januárjában elindult hivatalos blogja, a „Non piece” (vagy „Non peace”), majd februárban fellépett a „Hello! Project 2009 Winter Kettei! Haro☆Pro Award ’09 ~Elder Club Sotsugyou Kinen Special~” koncerten. Emellett folyamatosan jelent meg különféle TV műsorokban is, májusban pedig bejelentették, hogy szerepelni fog a Zesupuri Kiwi reklámkampányában, folyamatosan jelentek meg szólódalai, később pedig könyve, a „Tsuji no ribbon days”

### 2010
2001-ben bejelentették, hogy második gyermekükkel, egy kisfiúval állapotos és ebben az évben működött közre a S/mileage harmadik,” Onaji Jikyuu de Hataraku Tomodachi no Bijin Mama” című kislemezén. Szeptemberben megjelent szakácskönyve, a „Tsuji-chan no umakawa gohan 2”, majd megjelent „Minna Happy! Mama no uta” című albuma. Decemberben megszületett kisfia, akinek a Szeia nevet adták. Elviegben az induló Dream Morning Musume-hez is csatlakozott volna, de a szülés miatt ezt végül nem tette meg.

### 2011–2013
2011 áprilisának elején a blogján azt írta, néhány napig szünetelteti az írást, mivel Szeia elesett, és kórházba került. A bejegyzést követő napokban azonban a kisfiú már fel is épült, azonban apja, Nozomi férje nem blogolt tovább, hogy a kisfiúval lehessen. Nozomi blogjában írt Kago Ai öngyilkossági kísérletéről és házasságáról és terhességéről is, és mindhárom témában arról biztosította a rajongóit, és Kago Ai-t is, hogy imádkozik a lányért, és mindenben segít neki, ahogy csak tőle telik. 2012 februárjában bejelentették, hogy részt fog venni a Dream Morning Musume utolsó koncertjén. Júniusban a „Tokumei Sentai Go – Busters” című film egyik szereplőjének kölcsönözte a hangját, szeptemberben pedig bejelentette, hogy ismét terhes. A kisfiú 2013 márciusában született meg, és a Szora nevet kapta.

## Diszkográfia

### Kislemezek
- "Koko ni Iruzee!" (ここにいるぜぇ!)	(2007-05-16)

### Albumok
- "Minna Happy! Mama no Uta" (みんなハッピー!ママのうた) (2010-11-24)

## Filmográfia
- Mini Moni ja Movie: Okashi na Daibōken! (2002)
- Keroro Gunso the Super Movie 2: The Deep Sea Princess (超劇場版 ケロロ軍曹２ 深海のプリンセスであります！, Chō Gekijōban Keroro Gunsō 2 Shinkai no Purinsesu de Arimasu!) (2007)
- Tokumei Sentai Go-Busters the Movie: Protect the Tokyo Enetower! (2012)